# ثيميسون اللاذقي
ثيميسون اللاذقي (1 ق.م)، هو طبيب سوري و المؤسس للمدرسة المنهجية في مجال الطب، وواحد من أبرز الأطباء في زمنه.
ينتمي ثيميسون إلى مدينة اللاذقية في سوريا  ، وكان تلميذاً لأسكليبياديس البيثيني،لا يُعرف الكثير عن حياته سوى أنه كان على ما يبدو كثير الأسفار، حيث قام بذكر كريت وميلان بصيغة العارف و المشاهد كما يُعتقد بأنه قد زار روما، اختلف منهجه عن معلمه أسكليبياديس في نقاط عدة وذلك في سنٍ متأخرةٍ من حياته، حيث أصبح هو المؤسس لمدرسةٍ جديدةٍ في الطب سُميت بالمدرسة المنهجية (Methodici) و قد استمرت مدرسته في فرض تأثيرها على علم الطب لزمن طويل، قام بكتابة العديد من الأعمال في مجال الطب و لكن اللغة التي استعملها للكتابة لم تُذكر، فقد عُرفت أعماله بشكل أساسي من خلال ما كتبه كايلوس أوريليانوس حيث لم ينجُ منها إلا العناوين و بعض المقتطفات.

## أعماله
- on periodic fevers حول الحمات الدورية
- on treatment of acute diseases حول علاج الأمراض الحادة
- on chronic diseases حول الأمراض المزمنة
- hygiene النظافة العامة [5]

قد يكون ثيميسون أول طبيب استطاع أن يستفيد من العلقات في مجال الطب، كما يُعتقد بأنه أصيب بداء الكلب إلا أنه لم يلبث أن شُفي منه، يُعتقد بأن كلاً من إيوديموس و بروكولوس كانا من أتباع ثيميسون من حيث تبنيهما لمدرسته المنهجية في الطب.
تعرض لانتقادات عدة من قبل سورانوس الذي استهجن العنف الذي كان يتّبعه ثيميسون في علاج المصابين بأمراضٍ عقلية.